# Arresto

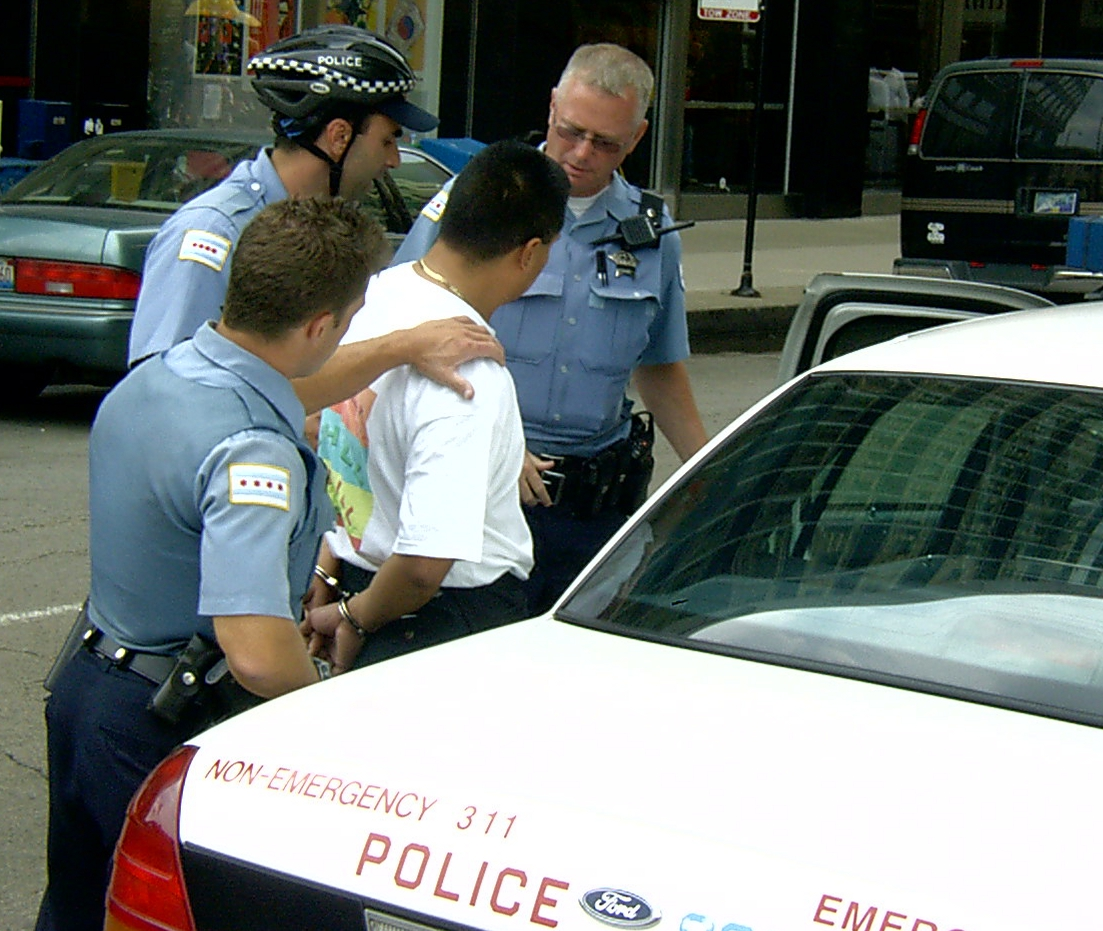
Un hombre siendo arrestado por el Departamento de Policía de Chicago.

El arresto es una medida de privación de la libertad contemplada en las leyes, que posee diversos objetivos: como medida cautelar personal dentro de un proceso penal; como medida de apremio para el cumplimiento de ciertos actos; o como sanción punitiva.
El arresto propiamente dicho es la acción de la policía, o de alguna persona que actúa bajo orden de la ley o del Estado, para tomar a una persona bajo custodia, de forma que estén en disposición de contestar a la acusación de un delito. En muchos sistemas legales, el arresto requiere la información a las personas de que se encuentran bajo arresto.
No es necesario que se espose o inmovilice al sujeto para que se encuentre arrestado. Tampoco es estrictamente necesario que se le ponga en custodia en dependencias oficiales, dado que existen medidas menos drásticas, tales como el arresto domiciliario.
Es una condición internacional común exigida a todos los arrestos el que el arrestado sea puesto a disposición judicial o de autoridad equivalente en un breve período de tiempo a partir del momento en que es arrestado. Este período varía de país en país y puede ir de 24 a 72 horas o incluso más.
En resumen, en el mundo actual, la aplicación, administración y ejecución de la medida del arresto está sometida a regulación internacional. Por lo que se puede hablar de Tratamiento Internacional del Arresto y es de este tratamiento internacional que se desprenden o legitiman las acciones ante autoridades nacionales o internacionales en reclamo de violación de derechos, abuso de autoridad, arbitrariedad etc. en relación con la medida del Arresto.

## Derechos del arrestado
Internacionalmente toda persona arrestada tiene derecho a ciertas garantías mínimas, como son:
- El respeto a su integridad física y psíquica;[3]
- El derecho a un abogado;
- El derecho a que le sean leídos sus derechos;
- El derecho a ser presentado ante un juez o autoridad equivalente en un breve período de tiempo;
- Derecho a un intérprete,[4] si no conoce la lengua del país en que es arrestado;
- Derecho, desde el primer momento, a conocer las causas de su arresto.

Estos derechos se encuentran comprendidos en documentos tales como el Pacto Internacional de Derechos Civiles y Políticos y otros documentos semejantes.